# Morten Jensen (fodbolddirektør)
 Der er flere personer med dette navn, se Morten Jensen.
Morten Jensen (født 26. december 1964 i Gistrup) er en forhenværende fodboldspiller og nuværende administrerende direktør for fodboldklubben Viborg FF.

## Karriere
Han har tidligere spillet som forsvarspiller i blandt andet Nørresundby Boldklub, hvor han var anfører under den daværende cheftræner Ove Christensen. Senere skiftede han til Viborg FF, hvor han som spiller var med til at anbefale Christensen som træner i klubben.
Jensen har i en årrække været direktør i den midtjyske fodboldklub Viborg Fodsports Forening.